# Seeschlacht bei Abukir
Shubrakit – Pyramiden – Salihiyya – Abukir I – al-Arisch – Jaffa – Akkon – Berg Tabor – Abukir II – Heliopolis – Alexandria I – Kairo – Alexandria II
Die Seeschlacht bei Abukir (englisch Battle of the Nile) war eine Seeschlacht zwischen Großbritannien und Frankreich. Sie fand vom 1. bis zum 2. August 1798 vor der Küste von Abukir statt. Dabei besiegte die britische Mittelmeerflotte unter dem Kommando von Konteradmiral Horatio Nelson die französische Mittelmeerflotte, die zuvor das Expeditionsheer Napoleons nach Ägypten gebracht hatte. Die Schlacht führte zu einer wesentlich besseren Position der Royal Navy im Mittelmeer und war ein entscheidender Faktor für die Entstehung der Zweiten Koalition gegen Frankreich.

## Vorgeschichte
Mit dem Ende des Ersten Koalitionskrieges Anfang 1798 war die französische Kontrolle über Norditalien, einen Großteil der Niederlande und das Rheinland durch den Frieden von Campo Formio bestätigt worden. Großbritannien war damit das einzige einflussreiche europäische Land, das sich noch im Krieg mit der französischen Republik befand. Um Frankreichs Status in Europa zu festigen, war das Direktorium entschlossen, der Bedrohung durch Großbritannien entgegenzuwirken. Daher wurde Napoleon Bonaparte, der im Jahr zuvor die Österreicher in Italien besiegt hatte, mit der Invasion der Britischen Inseln beauftragt. Doch die dichte Überwachung des Ärmelkanals durch die Royal Navy sowie unzureichendes Material auf französischer Seite machten eine Invasion so gut wie unmöglich.
Im Frühjahr 1798 berichtete er, dass die anhaltende britische Vorherrschaft in den nordeuropäischen Gewässern eine Invasion in naher Zukunft unmöglich mache. Da Operationen im Norden nicht möglich waren, richtete Napoleon seine Aufmerksamkeit nach Süden auf Toulon, die wichtigste französische Hafenstadt am Mittelmeer. Dort hatte eine französische Armee und Flotte damit begonnen, sich für ein geheimes Ziel zu sammeln, von dem französische Kommentatoren spekulierten, dass es auf eine Vielzahl von Orten abzielte, darunter Großbritannien, Sizilien, Malta und die Krim. Das eigentliche Ziel der Expedition war jedoch Ägypten, das ein wichtiges Glied in der Kommunikationskette zwischen Großbritannien und Britisch-Indien darstellte. Napoleon betrachtete die Einnahme Ägyptens als den wichtigsten Schritt, um die massiven wirtschaftlichen Vorteile, die Großbritannien aus dem Handel mit Indien zog, zu neutralisieren und Großbritannien zu Zugeständnissen zu zwingen. Im August 1797 schrieb er: „Die Zeit ist nicht mehr fern, in der wir spüren werden, dass wir, um England wirklich zu zerstören, Ägypten einnehmen müssen“. Die Einnahme Ägyptens hätte den Franzosen die Kontrolle über das östliche Mittelmeer und das Rote Meer verschafft, was zu erheblichen Einbußen für die britische Wirtschaft geführt hätte. Außerdem hätte auf eine erfolgreiche Invasion Ägyptens ein direkter Angriff auf britisches Territorium in Indien folgen können. Nachdem sich Frankreich und Spanien 1796 miteinander verbündet hatten, sah sich die Royal Navy 1798 gezwungen sich aus dem Mittelmeer zurückzuziehen. Ohne die Gefahr durch die Royal Navy und einem drohenden Aufstand in Irland war Napoleon der festen Überzeugung, dass England nicht in seine Pläne eingreifen konnte, selbst wenn es seine Pläne aufdecken würde.

### Die französischen Vorbereitungen
Napoleon war sich bewusst, dass der Erfolg der Expedition teilweise davon abhing, dass die britische Regierung möglichst lange über diese Invasionspläne im Unklaren blieb. Die deshalb weiterhin stattfindenden Vorbereitungen für eine Invasion der britischen Inseln stellten sicher, dass die überwiegende Zahl der britischen Kriegsschiffe weitab vom Mittelmeer kreuzte.
Die tatsächlichen Vorbereitungen, die von Louis Berthier organisiert wurden, waren dagegen auf Toulon, Marseille, Genua, Korsika und Civitavecchia verteilt, um sie möglichst lange geheim zu halten. Toulon fungierte als Heimathafen für die französische Mittelmeerflotte, die den Transport des französischen Expeditionsheeres schützen sollte. Um zu verhindern, dass sich die Nachricht des bevorstehenden Angriffs auf Ägypten vor dem Eintreffen der Flotte verbreitete, sollten alle Handelsschiffe, die den Konvoi während der Überfahrt sichteten, beschlagnahmt und festgesetzt werden, bis die Franzosen Alexandria erreicht hätten. Begleitet wurde dieser Transport von 13 Linienschiffen, vier Fregatten und einigen Kanonenbooten unter dem Oberbefehl von François-Paul Brueys d’Aigalliers.
Am 8. Mai traf Napoleon in Toulon ein, um die letzten Vorbereitungen zu überwachen. Am 9. Mai verkündete er in einer Rede, dass die Expedition in ein nicht näher bezeichnetes fremdes Land gehen würde. Am 19. Mai verließ Napoleons Flotte Toulon und fuhr entlang der Küste der Provence nach Genua und von dort aus in südlicher Richtung nach Korsika. Der Konvoi blieb bis zum 30. Mai in Sichtweite der Ostküste, überquerte die Straße von Bonifacio und folgte der Küste Sardiniens in der Erwartung, sich mit den aus Civitavecchia kommenden Schiffen zu vereinigen. Am 3. Juni erreichte Napoleon die Nachricht von der Anwesenheit der Briten in Sardinien, woraufhin er ein Geschwader entsandte, um die Lage zu erkunden. Nachdem man die Briten dort jedoch nicht antraf, gab Napoleon den Befehl, nicht länger auf die Schiffe aus Civitavecchia zu warten, und ließ seine Flotte nach Südosten abdrehen, wo sie am 7. Juni Mazara und Pantelleria passierte. Als Napoleon dort erfuhr, dass die Briten ihn verfolgen, ließ er Kurs auf Malta nehmen, wo er am 9. Juni eintraf und sich mit den 56 Schiffen aus Civitavecchia vereinigte.

### Nelsons Suche nach der französischen Flotte
Die britische Regierung wusste mittlerweile, dass sich französische Truppen in der Nähe von Toulon, Marseille und Genua sammelten und eine große Flotte für ihren Transport bereitgestellt wurde. Das Ziel dieser erneuten französischen Kriegsanstrengungen war ihr jedoch bis Mitte April nicht klar. Man vermutete einen geplanten Angriff auf das Königreich von Neapel, auf Sizilien oder Portugal, schloss aber auch einen Angriff auf Irland nicht aus. Für eine genauere Analyse wurde Vizeadmiral John Jervis, dem Befehlshaber der britischen Mittelmeerflotte, von der Admiralität die Anweisung erteilt ein Geschwader unter dem Kommando von Konteradmiral Horatio Nelson zu entsenden. Nelson war erst vor kurzem zur Flotte zurückgekehrt, nachdem er sich in Großbritannien von dem Verlust seines rechten Arms in der Schlacht von Santa Cruz de Tenerife im Juli 1797 erholt hatte. Nelson wurde ausdrücklich eine Verfolgung der französischen Flotte im gesamten Mittelmeerraum und ins Schwarze Meer erlaubt, sollte sich dies als deren Ziel herausstellen.

„Sie haben mit Ihrem Geschwader auf jede nur mögliche Weise festzustellen, wofür die -starken Kräfte […] in Toulon, Marseille und Genua bestimmt sind.“

Seit April zogen britische Regierungskreise zunehmend auch Ägypten als Ziel des französischen Expeditionsheers in Betracht. Nachrichten, die per Schiff und durch Boten überbracht wurden, benötigten von London aus jedoch mehrere Wochen, bevor sie nach Gibraltar gelangten. Bevor diese Überlegungen daher Admiral Nelson erreichen konnten, war er am 2. Mai ausgelaufen und hatte sich am 9. Mai mit der HMS Alexander, der HMS Orion, der HMS Emerald und HMS Terpsichore sowie der Sloop HMS Bonne Citoyenne in Gibraltar vereinigt und segelte ins Mittelmeer. Obwohl er im Schutze der Dunkelheit aufbrach, wurde Nelsons Geschwader von den spanischen Streitkräften in Cádiz beobachtet, die daraufhin mehrere Schüsse abgaben, aber nur geringe Schäden verursachten.

### Wiedervereinigung der britischen Flotte
Am 2. Mai erreichten die Briten die Îles d’Hyères in der Nähe von Toulon. Dort befanden sie sich in einer idealen Position, um den mit unbekanntem Ziel auslaufenden französischen Konvoi abzufangen. Am 21. Mai gerieten sie in einen schweren Sturm, bei dem die HMS Vanguard schwer beschädigt wurde und für Reparaturen nach San Pietro gebracht werden musste. Nelson entschied sich nach der Reparatur seines Flaggschiffs, zu seiner Ausgangsposition vor Toulon zurückzukehren. In einer im Vorfeld gegebenen Order hatte er festgelegt, dass Schiffe, welche die Verbindung zur übrigen Flotte verloren hatten, südlich vor Toulon etwa in Höhe des 42. Breitengrades kreuzen sollten. Träfen sie während dieses Manövers nicht innerhalb von zehn Tagen auf die Vanguard, sollten die Schiffe nach Gibraltar zurückkehren. Tatsächlich gelang es Nelson, bis zum 7. Juni vor der Küste von Toulon den größten Teil seines Geschwaders wieder zu vereinigen und dabei auch mit den Schiffen zusammenzutreffen, die ihm Jervis zur Verstärkung schickte.

### Stopp in Neapel

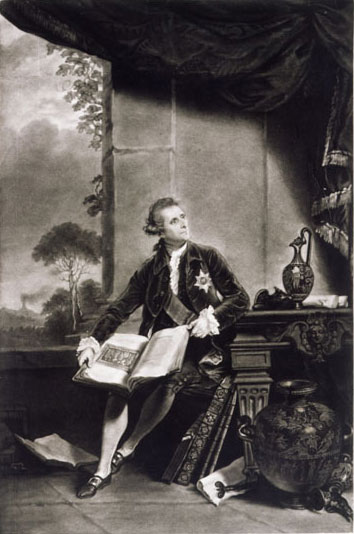
Der britische Diplomat William Hamilton

Bereits seit Anfang Juni wusste Nelson, dass der französische Konvoi am 20. Mai Toulon verlassen hatte. Er vermutete, dass der französische Konvoi als nächstes Genua angelaufen hatte, um sich dort mit den anderen Teilen der Flotte zu vereinigen.
Nelson, der durch eine Flaute bis zum 10. Juni behindert wurde und die französischen Absichten immer noch nicht kannte, segelte zunächst an der korsischen Küste entlang, bevor er am 12. Juni vor Elba ankerte und die HMS Mutine nach Civitavecchia schickte, um Informationen einzuholen. Unfähig, das Ziel der Franzosen ausfindig zu machen, fuhr Nelson weiter nach Süden.
Von einem abgefangenen tunesischen Kriegsschiff erfuhr er am 13. Juni, dass die französische Flotte südlich der Spitze von Sizilien gesehen worden war. Nelson hielt Portugal und Irland als mögliches Ziel des französischen Expeditionsheers für wenig wahrscheinlich und entschied sich, mit seiner Flotte nach Neapel zu segeln. Für diese Entscheidung sprachen mehrere Gründe. Am neapolitanischen Hof diente William Hamilton seit 34 Jahren als britischer Botschafter und verfügte über weitreichende Kontakte. Obwohl der neapolitanische Premierminister John Acton bereits Berichte darüber übermittelt hatte, dass die Franzosen nach Ägypten segelten, gab Hamilton dies nicht an Nelson weiter, sondern informierte ihn lediglich darüber, dass Napoleons Flotte Sardinien passiert hatte und wahrscheinlich in Richtung Malta segelte.

### Entscheidung für Alexandria
Am 18. Juni nahm Nelson schließlich die Verfolgung auf und passierte am 20. Juni die Straße von Messina. Am 22. Juni erhielt Nelson die Nachricht, dass Napoleon Malta bereits erobert hatte und am 16. Juni wieder in See gestochen sei. In Wirklichkeit waren die Franzosen erst am 19. Juni aufgebrochen, sodass Nelsons Flotte nur noch 60 Seemeilen (110 km) von ihnen entfernt war.
 Aus Sicht von Nelson war mittlerweile völlig ausgeschlossen, dass die Franzosen Portugal oder Irland ansteuerten; dazu befand sich die Flotte Napoleons zu weit östlich im Mittelmeer. Denkbare Ziele einer von Malta ablegenden Flotte konnten aber Sizilien oder das Schwarze Meer sein; auch Ägypten bot sich von hier aus als Ziel an. Nelson war sich sicher, dass ihn Nachrichten über einen Angriff der Franzosen auf Sizilien bereits erreicht hätten, wäre dies das Ziel Napoleons gewesen. Nelson legte zusammen mit seinen Offizieren Ägypten als das wahrscheinlichste Ziel Napoleons fest, da es der beste Ort im Mittelmeer war, von dem aus er Indien bedrohen konnte. Nelson wandte sich daraufhin nach Südosten in Richtung Alexandria.
Auch in London war man sich mittlerweile sicher, dass die französische Flotte auf dem Weg nach Ägypten war. Die Wissenschaftler, die auf Einladung Napoleons an der ägyptischen Expedition teilnahmen, hatten sich als die undichte Stelle erwiesen, die das Ziel der französischen Flotte verriet. So schrieb beispielsweise der Mineraloge Déodat Gratet de Dolomieu an den Göttinger Naturwissenschaftler Jean-André Deluc, dass man für die Expedition Bücher über Ägypten, Persien und Indien sammele. Er teilte ihm auch mit, dass es Ziel der Expedition sei, den Handel zwischen Indien und Großbritannien zu unterbrechen. Deluc war allerdings nicht nur Professor der Universität Göttingen, sondern auch Mitglied des Hofstaates der britischen Königin Charlotte.

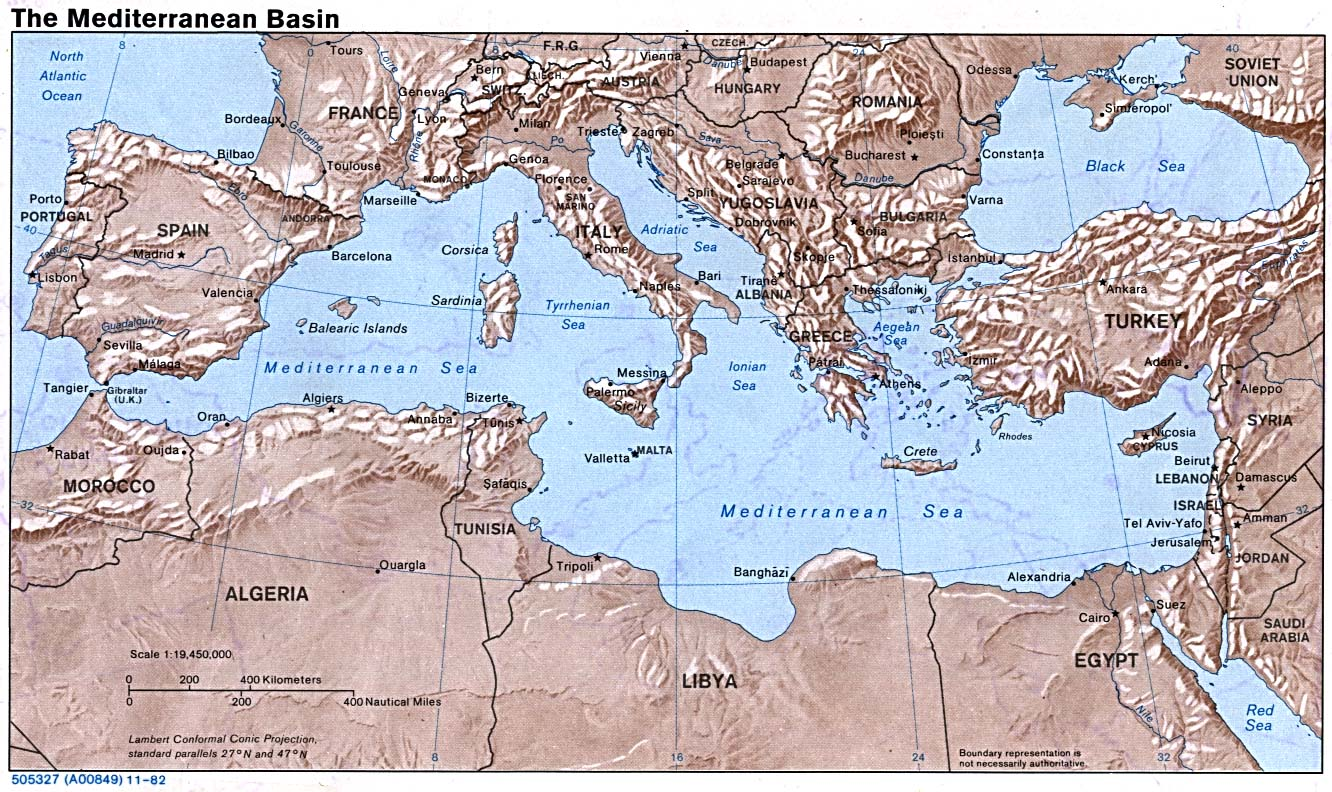
Das Mittelmeer – Nelsons Herausforderung lag darin, herauszufinden, welchen Kurs der französische Konvoi nahm

Nelsons Reise von Sizilien nach Alexandria verlief ohne größere Zwischenfälle. Da er nicht über genügend schnelle Schiffe als Späher verfügte, erhielt er keine weiteren Information über die französische Flotte. Das Problem hatte sich bereits am 22. Juni entscheidend ausgewirkt, als die britische Flotte vier Segel in südöstlicher Richtung sichtete. Doch da er davon ausging, dass die Franzosen fünf Tage voraus waren, befahl er den Kurs fortzusetzen, um Alexandria so schnell wie möglich zu erreichen. Hätte Nelson über Fregatten verfügt, hätten sie vielleicht entdeckt, dass es sich um Aufklärer der französischen Hauptflotte handelte, die sich in geringer Entfernung befand. Im Gegenzug hatten die Franzosen die britische Flotte gesichtet, die daraufhin die Richtung leicht nach Norden änderte. Infolgedessen passierte Nelsons Flotte in der Nacht bei dichtem Nebel die Franzosen östlich von Malta ohne von ihnen zu wissen.
Am 28. Juni erreichte die Mutine Alexandria, wo sie feststellte, dass die französische Flotte nicht im Hafen lag. Nachdem Nelson Alexandria erreicht hatte, wurde versucht, mit dem britischen Konsul George Baldwin Kontakt aufzunehmen, was jedoch scheiterte, da dieser kurz zuvor die Stadt verlassen hatte. Eine Nachricht, die vor dem Herannahen der Franzosen warnte, wurde an den osmanischen Gouverneur Sayyid Muhammad Kurayyim übermittelt. Kurayyim antwortete, er habe die französische Flotte nicht gesehen und werde die Neutralität des Osmanischen Reiches durchsetzen und sowohl den Briten als auch den Franzosen die Einfahrt in den Hafen gestatten oder erlauben, an der Küste zu landen. Nachdem Nelson bis zum 29. Juni vergeblich auf das Eintreffen der Franzosen gewartet hatte, entschied er, nach Nordosten in Richtung Korfu umzukehren. Wenig später betraten die ersten französischen Truppen ägyptischen Boden.

### Suche im östlichen Mittelmeerraum
Am 4. Juli erreichte die britische Flotte die Küste von Antalya, segelte von dort aus weiter in Richtung der Südspitze von Kreta und erreichte am 20. Juli wieder Sizilien. Von Syrakus aus sandte Nelson drei Briefe an seine Frau, an William Hamilton und an seinen Vorgesetzten Admiral Jervis. In allen drei Briefen klingt die Frustration der vergeblichen Suche nach der französischen Flotte durch. An seine Frau schrieb er:

„Ich war bislang nicht in der Lage, die französische Flotte zu finden, aber niemand wird sagen können, dass es am mangelnden Versuch gelegen hat.“

Sowohl gegenüber Hamilton als auch Jervis beklagte er den Mangel an Fregatten, die aufgrund ihrer Schnelligkeit als Erkundungsschiffe hätten dienen können. Am 24. Juli verließ die britische Flotte Syrakus und fing in den nächsten Tagen mehrere Handelsschiffe ab. Befragungen der Schiffsbesatzungen ergaben, dass die Franzosen weder im östlichen Mittelmeer noch in der Adria oder in der Ägäis gesichtet worden waren. Damit verdichtete sich die Gewissheit, dass das Ziel der französischen Flotte entweder Ägypten oder Syrien sein musste. Am 29. Juli ließ Nelson seine Flotte erneut in Richtung Alexandria segeln. Selbst wenn die französische Flotte dort nicht anzutreffen wäre, war es sehr wahrscheinlich, dass man in Alexandria das tatsächliche Ziel in Erfahrung bringen konnte. Am 1. August erreichten die Briten erneut die ägyptische Küste. Die HMS Swiftsure und HMS Alexander wurden abkommandiert, um den Hafen von Alexandria zu untersuchen. Doch bis auf die Transportschiffe war der Hafen leer. Trotz der anfänglichen Enttäuschung befahl Nelson seinen Schiffen, die Küste abzusuchen, und um 14.00 Uhr sichteten die Ausgucke der HMS Zealous die Franzosen in der Bucht von Aboukir.

## Ausgangslage
Die Bucht von Abukir erstreckt sich in einem Halbkreis über eine Breite von 30 km von Kap Abukir bis zur Rosettamündung des Nils. 1798 war die Bucht an ihrem westlichen Ende durch ausgedehnte felsige Untiefen geschützt, die sich von einer Landzunge, die von der Burg Aboukir verteidigt wurde, über 4,8 km in die Bucht hineinzogen. Ein kleines, auf einer Insel zwischen den Felsen gelegenes Fort sicherte die Untiefen. Weitere Untiefen verliefen ungleichmäßig im Süden der Insel und erstreckten sich in einem groben Halbkreis etwa 1.510 m vom Ufer entfernt über die Bucht. Diese waren zu flach, um die Durchfahrt größerer Kriegsschiffe zu ermöglichen. Daher ließ d’Aigalliers seine Schiffe in Schlachtlinie entlang der nordöstlichen Kante der Untiefen bis zum Süden der Insel aufstellen. Die Vorhut, angeführt von der Guerrier, befand sich 2.200 m südöstlich von Aboukir und etwa 910 m vom Rand der Untiefen entfernt, die die Insel umgaben. Daher ging d’Aigalliers davon aus, dass die Linie dort undurchdringlich sei und dass die Briten somit gezwungen sein würden, die Nachhut und das Zentrum seiner Flotte anzugreifen. Deshalb platzierte er die Orient und die Guillaume Tell an diesen Punkten, um die britische Flotte dort zu binden, während die Vorhut den vorherrschenden Nordostwind für einen Gegenangriff nutzte.
Nachdem Napoleon Alexandria am 2. Juli eingenommen hatte, erhielt Admiral François-Paul Brueys d’Aigalliers die Anweisung, die französischen Kriegsschiffe in der Nähe der ägyptischen Küste ankern zu lassen. Der Hafen von Alexandria hatte sich als zu flach für die französischen Schiffe erwiesen. Daher befahl Napoleon, in die Bucht von Aboukir, 32 km nordöstlich von Alexandria, auszuweichen. Falls er diesen Ankerplatz für zu unsicher hielte, sollte d’Aigalliers nach Korfu segeln und nur leichte Schiffe zurücklassen, die bequem in Alexandria ankern konnten. In Aboukir diskutierte d’Aigalliers mit seinen Offizieren, wie zu verfahren sei, falls Nelson sie in der Bucht entdecken sollte. Als d’Aigalliers schließlich davon erfuhr, dass am 21. Juli lediglich vor Alexandria Schiffe gesichtet worden waren, kam er zu dem Schluss, dass keine Gefahr eines bevorstehenden Angriffs bestand, und traf daher keine Vorkehrungen für einen möglichen Angriff.

### Großbritannien
| [ 52 ]          | [ 52 ]  | [ 52 ]                    | [ 52 ]   | [ 52 ]    | [ 52 ]    | [ 52 ]                         |
| Schiff          | Kanonen | Kommandant                | Verluste | Verluste  | Verluste  | Anmerkungen                    |
| Schiff          | Kanonen | Kommandant                | getötet  | verwundet | Insgesamt | Anmerkungen                    |
| --------------- | ------- | ------------------------- | -------- | --------- | --------- | ------------------------------ |
| HMS Goliath     | 74      | Thomas Foley              | 21       | 41        | 62        |                                |
| HMS Zealous     | 74      | Samuel Hood               | 1        | 8         | 9         |                                |
| HMS Orion       | 74      | James Saumarez            | 13       | 29        | 42        |                                |
| HMS Theseus     | 74      | Ralph Willett Miller      | 5        | 30        | 35        |                                |
| HMS Audacious   | 74      | Davidge Gould             | 1        | 35        | 36        |                                |
| HMS Vanguard    | 74      | Edward Berry              | 30       | 75        | 105       | Flaggschiff von Horatio Nelson |
| HMS Minotaur    | 74      | Thomas Louis              | 23       | 64        | 87        |                                |
| HMS Defence     | 74      | John Strutt Peyton        | 4        | 11        | 15        |                                |
| HMS Majestic    | 74      | George Blagdon Westcott † | 50       | 143       | 193       |                                |
| HMS Culloden    | 74      | Thomas Troubridge         |          |           |           |                                |
| HMS Swiftsure   | 74      | Benjamin Hallowell Carew  | 7        | 22        | 29        |                                |
| HMS Alexander   | 74      | Alexander Ball            | 14       | 58        | 72        |                                |
| HMS Bellerophon | 74      | Henry Darby               | 49       | 148       | 197       |                                |
| HMS Leander     | 50      | Charles Thompson          |          | 14        |           |                                |
| HMS Mutine      | 18      | Thomas Hardy              |          |           |           |                                |

### Frankreich
| Schiff           | Kanonen | Kommandant                          | Verluste | Verluste  | Verluste    | Anmerkungen                                                        |
| Schiff           | Kanonen | Kommandant                          | getötet  | verwundet | Insgesamt   | Anmerkungen                                                        |
| ---------------- | ------- | ----------------------------------- | -------- | --------- | ----------- | ------------------------------------------------------------------ |
| Guerrier         | 74      | Jean-François Trullet               |          |           | ca. 350–400 | gekapert und anschließend verbrannt                                |
| Conquérant       | 74      | Etienne Dalbarade                   |          |           | ca. 350     | gekapert                                                           |
| Spartiate        | 74      | Maxime-Julien Émeriau de Beauverger | 64       | 150       | 214         | gekapert                                                           |
| Aquilon          | 74      | Antoine René Thévenard †            | 87       | 213       | 300         | gekapert                                                           |
| Peuple Souverain | 74      | Pierre Paul Raccord                 |          |           |             | gekapert                                                           |
| Franklin         | 84      | Maurice Gillet                      |          |           | ca. 400     | Flaggschiff von Konteradmiral Armand Blanquet du Chaylat, gekapert |
| Orient           | 122     | Luc-Julien-Joseph Casabianca †      |          |           | ca. 1000    | Flaggschiff von Admiral d’Aigalliers†, explodiert                  |
| Tonnant          | 84      | Aristide Aubert Dupetit-Thouars †   |          |           |             | gekapert                                                           |
| Heureux          | 74      | Jean-Pierre Etienne                 |          |           |             | gekapert, am 29. August 1798 verbrannt                             |
| Mercure          | 74      | Pierre-Philippe Cambon              |          |           |             | gekapert, am 30. August 1798 verbrannt                             |
| Guillaume Tell   | 84      | Saulnier                            |          |           |             | Flaggschiff von Konteradmiral Pierre de Villeneuve                 |
| Généreux         | 74      | Louis-Jean-Nicolas Lejoille         |          |           |             |                                                                    |
| Timoléon         | 74      | Louis-Léonce Trullet                |          |           |             | auf Grund gelaufen und 3. August 1798 verbrannt                    |
| Sérieuse         | 36      | Claude-Jean Martin                  |          |           |             | Fregatte, gesunken                                                 |
| Artémise         | 36      | Pierre-Jean Standelet               |          |           |             | Fregatte, selbstversenkt                                           |
| Diane            | 40      | Denis Decrès                        | –        | –         | –           | Fregatte                                                           |
| Justice          | 40      | Jean Villeneuve                     | –        | –         | –           | Fregatte                                                           |

## Die Schlacht

Verlauf der Schlacht; die britischen Schiffe sind rot markiert, die französischen blau

Als die L’Heureux am 1. August gegen 14:00 Uhr die ersten britischen Schiffe sichtete, war d’Aigalliers nicht weiter beunruhigt, da er davon ausging, dass die britische Flotte mit Einbruch der Dunkelheit vor der Bucht ankern und erst am Morgen angreifen würde. Dies würde ihm genug Zeit geben, sich vorzubereiten und die Möglichkeit offen halten, in der Nacht zu entkommen und somit Napoleons Befehl zu befolgen, eine direkte Konfrontation mit der britischen Flotte zu vermeiden.
Ungeachtet dessen war Nelson entschlossen, noch in der Nacht mit dem Angriff zu beginnen. Um seine Schiffe zu versammeln und in Schlachtlinie aufzustellen, hätte er mehrere Stunden gebraucht. Dies hätte den Franzosen ausreichend Zeit geboten, sich auf die Schlacht vorzubereiten oder möglicherweise sogar ihre Flucht ermöglicht. Daher befahl er gegen 15:00 Uhr seinen Schiffen, vorzurücken. Ohne eine genaue Karte der Bucht war Nelson gezwungen, bei seinem Vormarsch vorsichtig zu agieren. Daher gab er Anweisung die Wassertiefe zu messen, während sich die Flotte den Franzosen näherte. Um 18:20 Uhr, als die HMS Goliath und Zealous die nördliche Untiefe umrundeten, eröffneten die führenden französischen Schiffe Guerrier und Conquérant das Feuer. Als sich die Goliath der französischen Linie näherte, zeigte sich, dass d’Aigalliers bei der Verteilung seiner Kräfte einen schweren Fehler gemacht hatte. Anstatt das führende Schiff, die Guerrier, in der Nähe der nördlichen Untiefe zu platzieren, hatte der französische Admiral eine Lücke gelassen.
Die Goliath segelte direkt durch diese Lücke, beharkte den Bug der Guerrier mit einer Breitseite und griff anschließend das zweite Schiff der französischen Linie, die Conquérant, an. Die Audacious und die Zealous fuhren als Nächstes durch die Lücke und griffen die Guerrier an, dicht gefolgt von der HMS Orion, die die beiden britischen Schiffe an Steuerbord überholte und weiter Richtung Zentrum segelte. Dabei wurde sie von der Fregatte Sérieuse attackiert. Die Orion erwiderte das Feuer, versenkte das französische Schiff mit einer einzigen Breitseite und ankerte an Backbord der Peuple Souverain. Als Nächstes folgte die HMS Theseus, die ebenfalls auf die Guerrier feuerte, ihren Besanmast zerstörte und sich neben der Spartiate positionierte. Nelson, der das erfolgreiche Manöver der Goliath beobachtet hatte, entschied sich dafür die französische Flotte von zwei Seiten anzugreifen. Daher segelte er seewärts entlang der Franzosen und ankerte um 18:40 querab der Spartiate. Aus Angst in der Dunkelheit die Vanguard zu treffen – beide Schiffe waren weniger als 150 Meter voneinander entfernt – segelte die Theseus weiter in Richtung der Aquilon, die sich etwa 140 Meter voraus befand. In dieser Zeit war die Vanguard kurzfristig dem Feuer der Spartiate und der Aquilon ausgesetzt, bevor die Minotaur um 18:45 an Steuerbord achteraus der Aquilion ankerte und so das französische Schiff zur Kapitulation zwang.
Nelson erläuterte später Lord Howe seine Taktik:

„Indem ich die Vorhut und das Zentrum des Gegners angriff, und weil der Wind genau in Richtung seiner Linie wehte, konnte ich jede beliebige Stärke gegenüber wenigen Schiffen zur Geltung bringen.“

Dank Kapitän Thomas Foleys Entscheidung, die Goliath zwischen die Küste und die französische Linie zu steuern, war die französische Vorhut zahlenmäßig unterlegen und vom Rest der Flotte isoliert. Die Guerrier und die Spartiate kapitulierten um 21 Uhr, die Conquérant 12 Minuten später. Die waffenstärksten französischen Schiffe – darunter die Orient – befanden sich jedoch im Zentrum der französischen Linie. Die HMS Bellerophon erlitt schweren Schaden, als sie sich gegenüber diesem Schiff positionierte, verlor zwei ihrer drei Masten und trieb im Verlauf der Schlacht nach Südosten ab. Gegen 20:00 Uhr nahmen die HMS Swiftsure und HMS Alexander die Orient unter Beschuss, auf deren Deck bald Feuer ausbrach. Der Kapitän der Swiftsure ordnete gezielte Schüsse in die Flammen an, um die Löscharbeiten der französischen Besatzung zu behindern. Admiral d’Aigalliers, der sich auf diesem Schiff befand, war zu diesem Zeitpunkt bereits schwer verwundet, beharrte jedoch darauf, an Deck zu bleiben. Wenig später wurde er von einem Schuss getroffen, der ihn tötete.
Das sich weiter ausbreitende Feuer auf der Orient ließ eine Explosion des Munitionslagers befürchten. Die meisten der britischen und französischen Kommandeure, deren Schiffe sich in unmittelbarer Nähe befanden, entschieden sich daher, ihre Schiffe in eine größere Entfernung zur Orient zu bringen. Gegen 22:00 Uhr explodierte die Orient; Schiffs- und Leichenteile wurden durch die Wucht der Explosion eine Seemeile weit in der Bucht verstreut, und der Lärm der Explosion war bis in das neun Seemeilen weit entfernt liegende Alexandria zu hören. In den nächsten zehn Minuten fiel kein einziger Schuss, während die nächstgelegenen Schiffe darum kämpften, die Brände zu löschen, und die weiter entfernten unter Schock verharrten. Das erste Schiff, das die Feindseligkeiten wieder aufnahm, war die Franklin, doch zahlenmäßig stark unterlegen musste sie gegen 24:00 Uhr kapitulieren. Gegen 02:00 Uhr setzte die französische Besatzung der Guerrier das Schiff in Brand. Gegen Sonnenaufgang war das Schiff fast vollständig verbrannt und gegen 08:30 Uhr explodierte das Pulvermagazin. Es war der entscheidende Punkt der Schlacht. Sechs Schiffe hatten kapituliert, die Heureux, die Mercure, die Timoléon und die Tonnant waren auf Grund gelaufen und Admiral Villeneuve an Bord der Guillaume Tell hatte sich angesichts der hoffnungslosen Lage der französischen Flotte zur Flucht entschlossen. Am 3. August wurden die Theseus und die Leander entsandt, um die Zerstörung der französischen Flotte zu vollenden. Während sich die Tonnant ergab, setzte die Mannschaft der Timoléon ihr Schiff in Brand und ruderte in den Beibooten an Land, um der Gefangennahme zu entgehen.

## Folgen

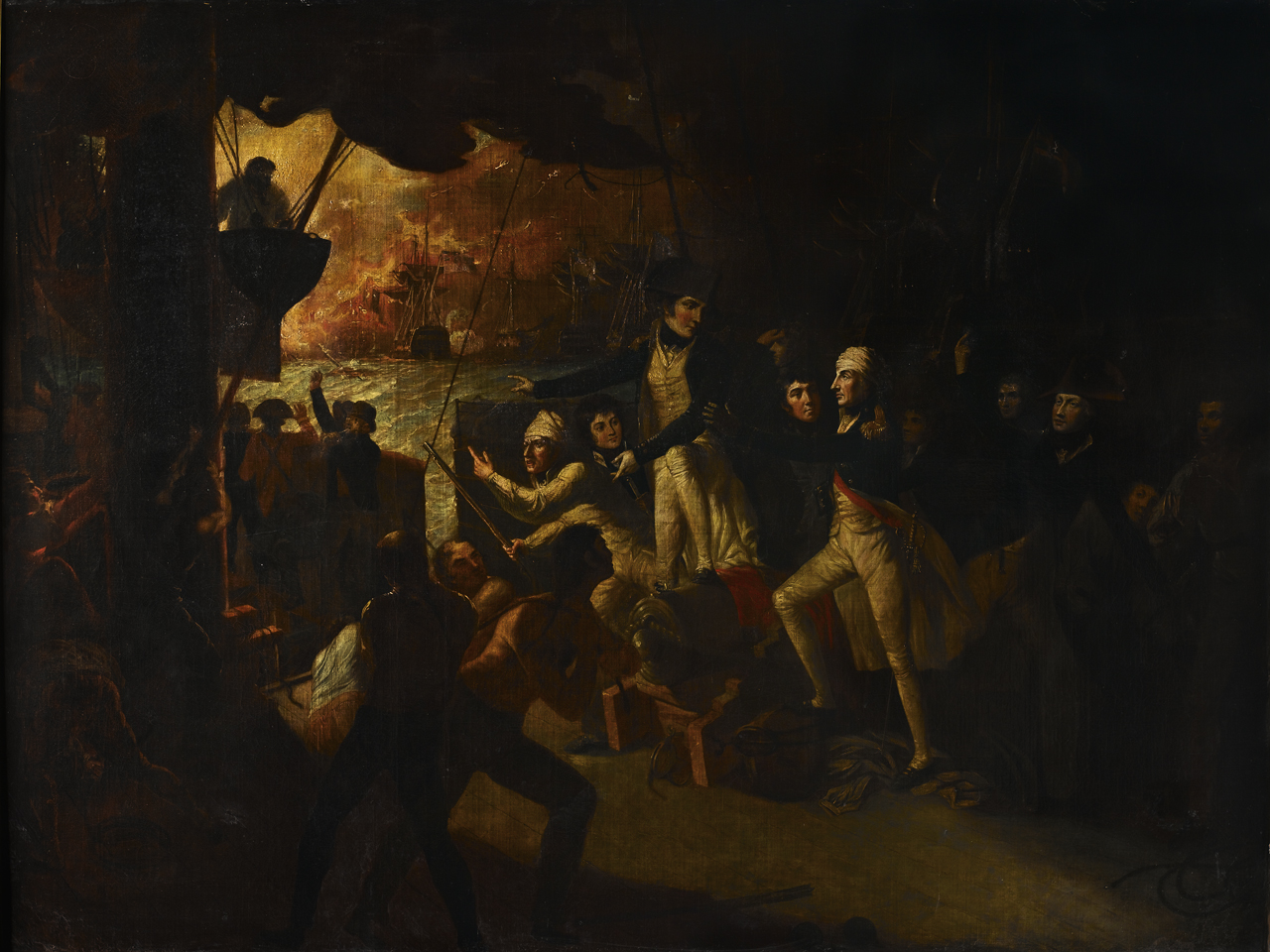
Der verletzte Admiral Nelson kommt an Deck, um die brennende L’Orient zu sehen

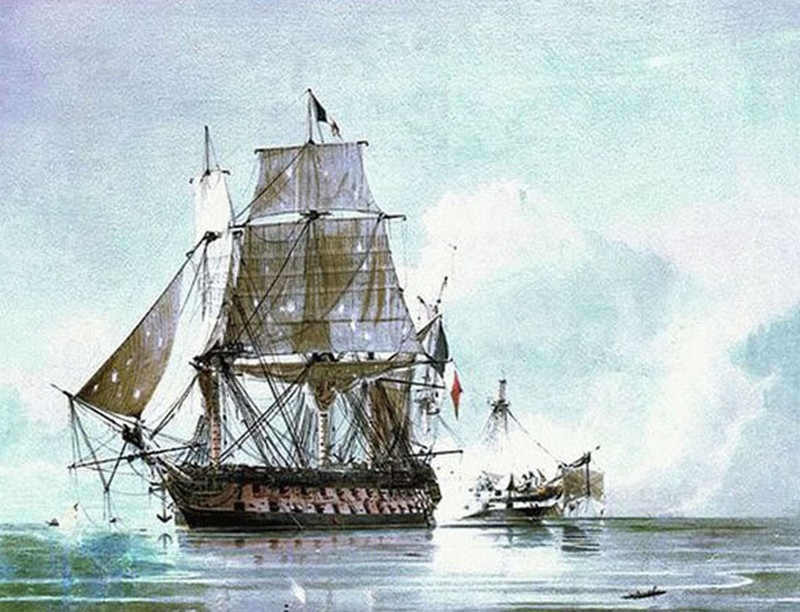
In einem Folgegefecht am 18. August kaperte die vor Abukir entkommene französische Généreux die britische Leander, die Nelsons Siegesbotschaft überbringen sollte

Von den dreizehn Linienschiffen und vier Fregatten waren elf Linienschiffe und zwei Fregatten verlorengegangen. Admiral d’Aigalliers sowie sieben weitere französische Kommandanten waren gefallen, über 5.200 französische Matrosen waren entweder tot oder wurden vermisst – mehr als 1.000 Matrosen waren allein bei der Explosion der Orient zu Tode gekommen. 3.305 Matrosen waren von den Briten gefangen genommen worden. Die Vernichtung der französischen Mittelmeerflotte war so vollständig, dass sie gelegentlich mit der verheerenden Niederlage verglichen wird, die die japanische Marine der russischen in der Schlacht von Tsushima 1905 bereitete.
Auf britischer Seite waren 218 Tote und 677 Verwundete zu verzeichnen. In den Tagen nach der Schlacht starb allerdings noch eine Reihe der Verwundeten. Die schwersten Schäden während der Schlacht hatten die Vanguard, die Majestic und die Bellerophon zu verzeichnen, alle drei konnten jedoch wieder repariert werden.

### Epilog
Nach der Schlacht hatte Nelson am 6. August Kapitän Thomas Thompson mit der HMS Leander ausgesandt, um die Siegesbotschaft in die Heimat zu bringen. Die vier der Schlacht entkommenen französischen Kriegsschiffe Villeneuves waren wegen schlechter Winde noch nicht weit gekommen und noch immer in der Nähe. Am 18. August traf die von Kapitän Louis-Jean-Nicolas Lejoille befehligte Généreux vor der Westküste Kretas auf die Leander. Die Généreux war schneller und mit mehr Kanonen ausgestattet als die Leander. Nach einem sechseinhalbstündigen Gefecht war die Leander gezwungen, ihre Flagge zu streichen.

### Auswirkungen
Mit Ausnahme der Guillaume Tell, der Généreux, der Diane und der Justice war die französische Mittelmeerflotte vernichtet worden. Als am 14. August Napoleon von der Niederlage und der Zerstörung der französischen Flotte erfuhr, war er zunächst bestürzt, da er nun in Ägypten gefangen war. Doch schnell gewann seine Zuversicht wieder die Oberhand.
Nun, meine Herren, jetzt sind wir verpflichtet, große Dinge zu vollbringen; wir werden sie vollbringen. Wir müssen ein großes Reich gründen, und wir werden es gründen. Natürlich trennt uns das Meer, dessen wir nicht mehr Herr sind, von unserer Heimat, aber kein Meer trennt uns von Afrika oder Asien.
Der französische Plan eines Vormarsches nach Indien war mit der Niederlage bei Abukir in Frage gestellt; gleichzeitig wurde der Sieg der Briten als der erste größere Rückschlag Napoléon Bonapartes gewertet. Die britische Vorherrschaft zur See war allerdings für den Rest der Koalitionskriege noch nicht sichergestellt. Erst mit der Schlacht von Trafalgar sieben Jahre später, bei der Admiral Nelson über eine französisch-spanische Flotte siegte, wurde diese endgültig für mehr als ein Jahrhundert gesichert. Horatio Nelson wurde für seinen Sieg in den Adelsstand erhoben und erhielt eine jährliche Pension von 2.000 Pfund. Die Ostindische Kompanie, nun nicht mehr durch Napoleon bedroht, zeigte ihm gegenüber ihre Dankbarkeit durch ein Geschenk von 10.000 Pfund. Zahlreiche Ehrungen erwies ihm auch das Königreich von Neapel-Sizilien, deren Königin Maria Karolina – eine Schwester der hingerichteten französischen Königin Marie-Antoinette – eine entschiedene Gegnerin der französischen Republik war.

## Erinnerungskultur
Die Schlacht ist mehrfach von britischen Marinemalern dargestellt worden. Gemälde von Arnald George und Luny Thomas zeigen die Schlacht in den dramatischen Momenten, in denen die französischen Schiffe in Flammen standen.
Ein literarisches Denkmal fand die Seeschlacht auch in Felicia Hemans 1826 erschienenem Gedicht Casabianca, das vielen Briten vor allem wegen seiner ersten, häufig parodierten Zeile „The boy stood on the burning deck“ bekannt ist. Es schildert den Tod des erst zwölfjährigen Sohnes von Luc-Julien-Joseph Casabianca, der auf der von seinem Vater kommandierten Orient Dienst tat und während der Explosion des Schiffes ums Leben kam.
Ein Denkmal, das an die Seeschlacht von Abukir erinnern soll, befindet sich in der Nähe von Stonehenge. Es besteht aus einer Vielzahl kleiner Birkenhaine, die als „Nile Clumps“ bezeichnet werden. Nach lokaler Legende repräsentiert jeder der Birkenhaine ein Schiff der französischen und britischen Flotte. Die Anpflanzung soll auf Emma Hamilton, die Geliebte von Admiral Nelson, zurückzuführen sein. Sie freundete sich nach Nelsons Tod mit der Marquess of Queensbury, einer örtlichen Großgrundbesitzerin, an und überzeugte sie gemeinsam mit Thomas Hardy, dieses ungewöhnliche Denkmal zu pflanzen. Die meisten der noch vorhandenen 17 Birkenhaine befinden sich heute auf dem Areal des Stonehenge Historic Monument, das dem britischen National Trust gehört. Inzwischen wurden auch einige dieser Birkenhaine wieder neu angepflanzt, da Birken selten älter als 200 Jahre werden.

## Film
- Napoleons versunkene Flotte (Originaltitel: Napoleon's Lost Fleet). Dokumentarfilm, 52 min, Folge 1 der Serie Tauchfahrt in die Vergangenheit (Originaltitel: Undersea Treasures), Buch: Siobhan Flanagan, Regie: Christopher Rowley, USA 1999.